# Anika Sietz
Anika Sietz (* 24. Juni 1977) ist eine deutsche Badmintonspielerin.

## Karriere
Anika Sietz gewann 2000 den Titel im Damendoppel in Deutschland. Des Weiteren gewann sie bei deutschen Einzelmeisterschaften noch achtmal Bronze und einmal Silber. International siegte sie beim Volant d’Or de Toulouse 1999.

## Sportliche Erfolge
| Saison    | Veranstaltung                     | Disziplin   | Platz | Name                                                                        |
| --------- | --------------------------------- | ----------- | ----- | --------------------------------------------------------------------------- |
| 1990/1991 | Deutsche Einzelmeisterschaft U14  | Damendoppel | 1     | Stefanie Müller / Anika Sietz (TSV Zirndorf / TSV Glinde)                   |
| 1992/1993 | Deutsche Einzelmeisterschaft U16  | Damendoppel | 1     | Anika Sietz / Carolin Voß (TSV Glinde / BSV Greifswald)                     |
| 1992/1993 | Deutsche Einzelmeisterschaft U16  | Mixed       | 1     | Sebastian Ottrembka / Anika Sietz (VfL Berliner Lehrer / TSV Glinde)        |
| 1992/1993 | Deutsche Einzelmeisterschaft U16  | Dameneinzel | 2     | Anika Sietz (TSV Glinde)                                                    |
| 1994/1995 | Deutsche Einzelmeisterschaft      | Damendoppel | 3     | Anika Sietz / Karen Stechmann (Glinde / FC Langenfeld)                      |
| 1994/1995 | Deutsche Einzelmeisterschaft U18  | Dameneinzel | 1     | Anika Sietz (TSV Glinde)                                                    |
| 1994/1995 | Deutsche Einzelmeisterschaft U18  | Mixed       | 2     | Conrad Hückstädt (VfL Berliner Lehrer) / Anika Sietz (TSV Glinde)           |
| 1995/1996 | Deutsche Einzelmeisterschaft      | Damendoppel | 3     | Katja Michalowsky / Anika Sietz (TSV Glinde)                                |
| 1996/1997 | Deutsche Einzelmeisterschaft U22  | Damendoppel | 2     | Viola Rathgeber (SSV Heiligenwald) / Anika Sietz (BV Gifhorn)               |
| 1996/1997 | Deutsche Einzelmeisterschaft      | Damendoppel | 3     | Viola Rathgeber / Anika Sietz (SSV Heiligenwald / BV Gifhorn)               |
| 1997/1998 | Deutsche Hochschulmeisterschaften | Damendoppel | 1     | Stefanie Müller / Anika Sietz (Uni Saarbrücken)                             |
| 1997/1998 | Deutsche Hochschulmeisterschaften | Mixed       | 1     | Sebastian Ottrembka / Anika Sietz (Uni Saarbrücken)                         |
| 1997/1998 | Deutsche Einzelmeisterschaft      | Damendoppel | 3     | Nicol Pitro / Anika Sietz (SV Fortuna Regensburg / FC Langenfeld)           |
| 1998/1999 | Deutsche Einzelmeisterschaft      | Damendoppel | 3     | Nicol Pitro / Anika Sietz (SV Fortuna Regensburg / TuS Wiebelskirchen)      |
| 1999      | Volant d’Or de Toulouse           | Damendoppel | 1     | Nicol Pitro / Anika Sietz                                                   |
| 1999/2000 | Deutsche Einzelmeisterschaft      | Damendoppel | 1     | Anika Sietz / Nicol Pitro (PSV Grün-Weiß Wiesbaden / SV Fortuna Regensburg) |
| 2000/2001 | Deutsche Einzelmeisterschaft      | Damendoppel | 3     | Anika Sietz / Petra Overzier (GW Wiesbaden / TTC Brauweiler)                |
| 2001/2002 | Deutsche Einzelmeisterschaft      | Damendoppel | 2     | Petra Overzier / Anika Sietz (TTC Brauweiler / PSV Ludwigshafen)            |
| 2001/2002 | Deutsche Einzelmeisterschaft      | Mixed       | 3     | Sebastian Ottrembka (TuS Wiebelskirchen) / Anika Sietz (PSV Ludwigshafen)   |
| 2004/2005 | Deutsche Einzelmeisterschaft      | Damendoppel | 3     | Steffie Müller / Anika Sietz (FC Langenfeld / PSV Ludwigshafen)             |